# Heather Payne
Heather Margaret Payne (Ballinasloe, 20 gennaio 2000) è una calciatrice irlandese, centrocampista della nazionale irlandese.

## Carriera

### Club e calcio universitario
Dopo aver indossato, a livello giovanile, la maglia del Salthill Devon tra il 2014 e il 2015, Payne inizia la sua carriera senior giovanissima, entrando in rosa con la prima squadra del Peamount United nel 2016 e facendo il suo esordio in Women's National League, massimo livello del campionato irlandese femminile di calcio.
Dopo due stagioni e mezzo con il club di Greenogue, Newcastle, nell'agosto 2018 Payne coglie l'occasione per trasferirsi al Bristol City e disputare quindi il campionato di FA WSL, al vertice del campionato inglese di categoria.
Nell'agosto dell'anno successivo, dopo una stagione con il club di Bristol, Payne decide di completare gli studi negli Stati Uniti d'America, iscrivendosi all'Università statale della Florida affiancando il percorso scolastico con quello atletico giocando per la squadra di calcio femminile universitario dell'ateneo, le Florida State Seminoles, nella Division I della National Collegiate Athletic Association e nell'Atlantic Coast Conference (ACC).
Il 25 agosto 2023, dopo aver trascorso 4 anni nel sistema universitario statunitense, Payne è tornata in Europa firmando un contratto biennale con l'Everton.

### Nazionale
Payne inizia a vestire la maglia della nazionale irlandese dalla formazione Under-15, passando tutta la trafila delle giovanili fino alla nazionale maggiore. Nel 2015 è in rosa con la under 17 che si conquista la seconda qualificazione all'Europeo di categoria giocando tutte le tre partite disputate dalla sua nazionale nella fase a gironi prima dell'eliminazione. Rimasta in quota anche per gli anni successivi disputa sia le qualificazioni all'Europeo di Bielorussia 2016, senza riuscire a raggiungere la fase finale, che quelle alla successiva edizione di Repubblica Ceca 2017, qualificando la sua nazionale. Ancora una volta scende in campo in tutti i tre incontri prima dell'eliminazione dell'Irlanda già alla fase a gironi.
Nell'estate 2018 arriva anche la prima convocazione con la nazionale maggiore, chiamata dall'allora commissario tecnico Colin Bell in occasione dell'incontro del 31 agosto valido per le qualificazioni, nel gruppo 3 della zona UEFA, al Mondiale di Francia 2019, scendendo in campo in quell'occasione da titolare, nel ruolo di terzino fluidificante, nell'incontro vinto per 4-0 sulle avversarie dell'Irlanda del Nord.
Sempre del 2018 è la chiamata in under 19, con la quale scende in campo in tutti i sei incontri di qualificazione all'Europeo di Scozia 2019 senza che la sua nazionale riuscisse a qualificarsi per la fase finale.
Dal 2019 viene convocata con regolarità nella nazionale maggiore sia da Bell che da Vera Pauw che lo sostituisce in quell'anno e infine, dal 2023, dalla nuova selezionatrice Eileen Gleeson.
L'11 giugno 2021 sigla la sua prima rete per le Girls in Green, accorciando le distanze nell'amichevole con l'Islanda poi terminata 3-2 per le avversarie, quindi nel 2022 viene inserita in rosa con la formazione che affronta la Pinatar Cup, marcando presenze in sei degli otto incontri anche nelle qualificazioni all'Europeo di Inghilterra 2022, con la sua nazionale che con 4 vittorie, un pareggio e 3 sconfitte, si classifica al terzo posto nel girone fallendo l'accesso alla fase finale. In seguito Pauw la convoca anche per le qualificazioni della zona UEFA, gruppo A, al Mondiale di Australia e Nuova Zelanda 2023, dove gioca tutti gli otto incontri che garantiscono alla sua nazionale il primo storico accesso a una fase finale di un campionato mondiale femminile.

## Palmarès

### Universitario
- NCAA Women's Division I Soccer Championship: 1

Florida State Seminoles: 2021